# Аутопут
Аутопут представља највишу саобраћајну класу путева. То је пут намењен искључиво брзом моторном саобраћају који се обавља по физички раздвојеним једносмерним коловозима, односно коловозним тракама уобичајене ширине 27,5 метар, са најмање две саобраћајне траке за сваки смер вожње и по једном зауставном. На њима влада режим непрекинутих токова. Овај режим, са високим степеном безбедности, удобности и брзине, остварује се комфорним, пројектним и конструктивним решењима, уз обавезну примену денивелисаних укрштања.
За разлику од других путева, раскрснице на аутопуту су углавном ван нивоа. Тако нпр. прелаз са једног аутопута на другог одређује се мостовима и подвожњацима. Прелазе на подређене класе путева зову се петље. Свака петља има одређене и посебне траке за убрзавање (улаз) или успоравање (излаз) са аутопута. Тако је омогућен сигуран прометни ток возила брзином од најмање 80 km/h.
На већини аутопутева постоје одмаралишта или бензинске пумпе, да би задовољили потребе корисника аутопута и њему пружали прилику да се опорави. Често постоје тамо атракције и игралишта за деце. Поред тога, заустављање или паркирање возила на зауставној траци је забрањено. Изузетке чине возила које се налазе у квару.
Обавезно ограничење брзине на аутопутевима у Србији је 130 km/h. У осталим земљама је максимална дозвољена брзина различита нпр. Немачка нема ограничење брзине на аутопутевима.

## Историја
Прва верзија савременог аутопута са контролисаним приступом еволуирала је током прве половине 20. века. Моторни аутопут Лонг Ајленда на Лонг Ајленду у Њујорку, отворен 1908. године, као приватни подухват, био је први пут на свету са ограниченим приступом. Он је имао многе модерне карактеристике, укључујући завоје под нагибом, заштитне ограде и армирано-бетонске површине.
Први дуални аутопут отворен је у Италији 1924. године, између Милана и Вареза, а сада чини делове аутопутева А8 и А9. Овај аутопут, иако подељен, садржавао је само једну траку у сваком правцу и није имао петље. Убрзо након тога, у Њујорку 1924. године, отворен је саобраћај Бронкс ривер парквеј.. То био је први пут у Северној Америци који је користио средњу траку за одвајање трака са саобраћајем у супротном смеру, који је изграђен кроз парк и који су укрштајуће улице прелазиле преко мостова. Јужни државни парквеј отворен је 1927. године, док је Моторни аутопут Лонг Ајленда затворен 1937. године и заменио га је Северни државни парквеј (отворен 1931. године) и суседни Гранд централ парквеј (отворен 1936. године). У Немачкој је градња аутобана Бон-Келн започела 1929. године, а отворио га је 1932. градоначелник Келна.
У Канади, први прекурзор са полуконтролисаним приступом био је Средишњи пут између Хамилтона и Торонта, који је имао средњи разделник између супротног протока саобраћаја, као и прву петљу у земљи. Овај аутопут се развио у Пут краљице Елизабете, који је имао петљу и надвожњак кад је отворен 1937. године, а до Другог светског рата био је најдужи осветљени део изграђеног пута. Деценијама касније отворен је први део Аутопута 401, на бази ранијег пројекта. Од тада је постао најпрометнији аутопут на свету.
Реч аутопут (енгл. freeway) је први употребио Едвард М. Басет у фебруару 1930.

## Аутопутеви у земљама бивше Југославије

### Србија
У Србији се аутопутеви пружају трасом Паневропског коридора 10 (тј. трасом некадашњег Аутопута „Братства и јединства“) и његових кракова. 
Мада су сви аутопутеви у Србији међусобно повезани, према означавању путева у Србији, могло би се рећи да у Србији постоје три аутопута - један на траси аутопута А1 (и Коридора 10, односно његовог Крака B) Хоргош - Нови Сад - Београд - Ниш - Грделичка клисура, односно Лесковац (ка Македонији), други на траси аутопута А3 (и Коридора 10) између Хрватске границе и Београда, и трећи на траси аутопута А4 (и Крака C, Коридора 10) Ниш - Сићевачка клисура (ка Бугарској).
У току је изградња аутопута од Београда кроз Шумадију (што одговара траси планираног аутопута А2), и биће најкраћа веза са Црном Гором. Тренутно је у употреби деоница од Београда до Чачка.
Први аутопут ("аутострада") грађен је од Београда до Авале., радови су почели у пролеће 1939. крчењем дела општинског расадника. Профил је био: две "пруге" од по 7,5 метара са осам метар зеленила између, плус коњичка, бициклистичка и пешачка стаза од 4, 3 и 2,5 метра, укупно 32,5 метра.

### Босна и Херцеговина
Република Српска је изградила 105 километара аутопута што је више од Федерације БиХ која има 95 километара што значи да Босна и Херцеговина има изграђеног 200 километара аутопута. У Босни и Херцеговини изграђени су аутопутеви Сарајево - Какањ у Федерацији БиХ и аутопут Градишка — Бања Лука и аутопут Бања Лука — Добој у Републици Српској. У плану је изградња аутопута на коридору 5ц, који ће ићи од реке Саве, преко Добоја, Сарајева и Мостара до Јадранског мора.

### Хрватска
Хрватска је последњих неколико година изградила већи број аутопутева, тако да данас постоје аутопутеви:
- А1 (Е65, Е71): Загреб - Карловац - Задар - Сплит - Плоче
- А2 (Е65): Загреб - Крапина - словеначка граница (Марибор)
- А3 (Е70): словеначка граница (Љубљана) - Загреб - Славонски Брод   - српска граница (Београд), бивши Аутопут братства и јединства, траса Коридора 10
- А4 (Е65): Загреб - Вараждин - мађарска граница (Балатон)
- А5 (Е73): А3 (Среданци) - Ђаково   - Осијек, траса Коридора 5ц
- А6 (Е65): А1 (Босиљево) - Ријека
- А7 (Е61): Ријека - словеначка граница (Трст)
- А8 (Е751): Ријека - Пазин - А9 (Канфанар)
- А9 (Е751): Пула - Умаг - словеначка граница
- А10 (E73): A1 (Плоче) - босанска граница (Мостар)

У плану је и наставак аутопута А1 до Дубровника, као и изградња аутопутева од Загреба до Копривнице и Бјеловара.

## Правила саобраћаја
Из разлога безбедности саобраћаја и заштите животне средине, многе земље имају ограничења брзине од 110 - 130 km/h за аутопутеве. Поред тога, брзина на аутопуту мора да се прилагођују саобраћају, као и видљивости и временским услова (као што су снег или магла). Такође брзина треба да се прилагоди својој личној способност и карактеристике возила и терета.
Возила, која не могу достићи максималну брзину од 80 km/h, су искључени из употребе аутопута. Ово се дешава да би спорије возило не ометало проток саобраћаја, и тако повећава ризик од несрећа.
Заустављање, се окренути као и вожња на неозначеним излазима/улазима на аутопуту је забрањено. Изузеци заустављање чине одмаралишта и бензинске пумпе. Учесници саобраћаја, чији ауто се налази у квару, чекају на десној ивици пута (или на зауставној траци, ако је на располагању).

## Ознаке
Да би се олакшала оријентација учеснику саобраћају, знакови за брже путеве добиле су карактеристичне сигнале, која указују на значај и симболику боја на путу. Познати „аутопут знак“ се користи од стране многих земаља, иако је јасна разлика аутопута, и структурно сличним бржим путевима између две земље није могуће. Углавном се разликује између знакова у зеленој и плавој боји. Обе боје су дозвољене у складу са Бечком конвенцијом о друмском саобраћају из 1968. године.

### Државе са плавим знаковима
| - Белгија* - Чиле - Немачка - Француска - Ирак - Република Ирска - Израел - Луксембург - Мароко - Холандија - Норвешка | - Аустрија - Пакистан - Пољска - Португалија - Шпанија - Јужна Африка - Тајланд - Тунис - Мађарска - Уједињени Арапски Емирати (Емират Абу Даби) - Белорусија |

*) Знакови који показују пут за аутопут су зелене.

### Државе са зеленим знаковима
| - Албанија - Аустралија - Азербејџан - Босна и Херцеговина - Бразил - Бугарска - Кина - Данска - Финска - Грчка - Италија - Иран - Јапан - Канада - Хрватска - Литванија - Малезија - Северна Македонија | - Мексико - Нови Зеланд - Перу - Румунија - Русија - Шведска - Швајцарска - Србија - Словачка - Словенија - Јужна Кореја - Република Кина - Чешка - Турска - Украјина - Сједињене Државе - Кипар |

*) Само на градским аутопутевима.

## Путарина
У већини земаља, постоји путарина за употребу аутопутева. Она се плаћа преко једне налепнице као у Швајцарској, Словенији и у Аустрији или преко путарине као у Италији, Француској, Шпанији, Португалу, Србији и у Хрватској. Посебан случај је Немачка, где се путарине не наплаћују.

## Аутопутеви у свету
- Аутопут А3 у Србији код Сремске Митровице
- Аутопут А5 у Хрватској код Ђакова
- Чвор Среданци на хрватском аутопуту А3
- Петља Огулин на аутопуту А6
- Аутопут А1 у Швајцарској
- А4 у близини Цуга, Швајцарска
- Аутопут A4 у Немачкој код Јене
- Обилазница око Келна је део трасе A3
- Аутопут А6 у Аустрији
- Обилазница око Беча
- Чвор Ајзенбрун код Беча у току завршнице
- Аутопут А7 у Луксембургу
- А13 у Луксембургу
- Аутопут у Шпанији
- Аутопут А1 у Словенији код петље Цеље
- Аутопут А2 у Словенији
- Аутопут у Белгији
- Аутопут у Холандији
- Аутопут у Шведској
- Аутопут у Француској
- Аутопут А1 у Италији
- Аутопут у САД
- Аутопут у Канади